# لی رمیک
لی آن رمیک (انگلیسی: Lee Ann Remick؛ زاده ۱۴ دسامبر ۱۹۳۵ – درگذشته ۲ ژوئیه ۱۹۹۱) هنرپیشه قرن بیستم سینما و تلویزیون اهل آمریکا بود. از فیلم‌های لی رمیک می‌توان به طالع نحس اشاره کرد.
در بهار سال ۱۹۸۹، رمیک به سرطان کلیه مبتلا شد که در نهایت در ۲ ژوئیه ۱۹۹۱ در سن ۵۵ سالگی بر اثر همین بیماری درگذشت.

## فیلم‌شناسی

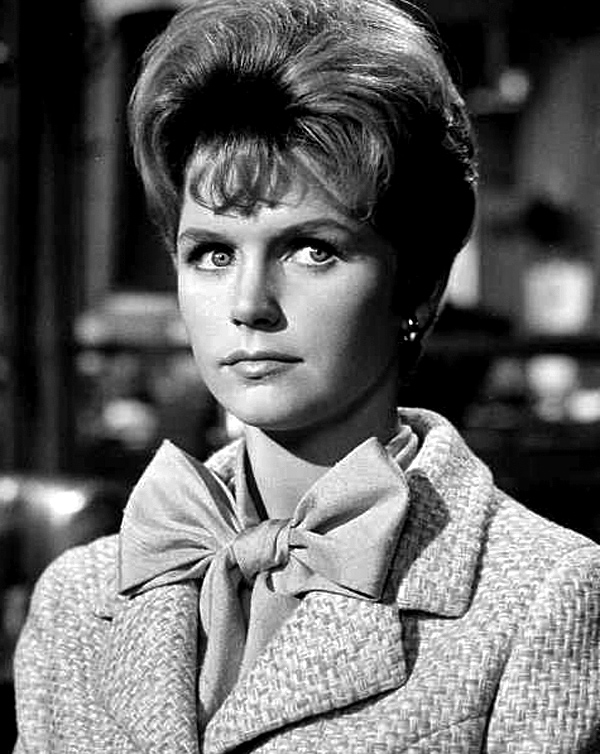

| سال  | نام                     | نقش                | توضیحات                                    |
| ---- | ----------------------- | ------------------ | ------------------------------------------ |
| ۱۹۵۸ | A Face in the Crowd     | بتی لو فلکام       |                                            |
| ۱۹۵۸ | تابستان گرم و طولانی    | یولا وارنر         |                                            |
| ۱۹۵۹ | این هزاران تپه‌ماهور     | کلی                |                                            |
| ۱۹۵۹ | تشریح یک قتل            | لورا مانیون        | نامزدی گولدن گلاب برای بهترین بازیگر       |
| ۱۹۶۰ | رود وحشی                | کارول گارت بالدوین |                                            |
| ۱۹۶۱ | داستان تمپل دریک        | تمپل دارک          |                                            |
| ۱۹۶۲ | تجربه‌ای در وحشت         | کلی شروود          |                                            |
| ۱۹۶۲ | روزگار شراب و گل‌های سرخ | کریستن آرنسن کلی   | نامزد بفتا و گولدن گلاب برای بهترین بازیگر |
| ۱۹۶۳ | The Running Man         | استلا              |                                            |
| ۱۹۶۳ | نمایندگی ویلر           | مولی تاچر          |                                            |
| ۱۹۶۵ | عزیزم باران باید ببارد  | گورگت توماس        |                                            |
| ۱۹۶۵ | The Hallelujah Trail    | کورا تمپلتون       |                                            |
| ۱۹۶۸ | No Way to Treat a Lady  | کیت پالمر          |                                            |
| ۱۹۶۸ | کارآگاه                 | کارن               |                                            |
| ۱۹۶۹ | Hard Contract           | شیلا متکالف        |                                            |
| ۱۹۷۰ | لوت                     | پرستار فی مک‌ماهون  |                                            |
| ۱۹۷۰ | A Severed Head          | آنتونی لینچ-گابون  |                                            |
| ۱۹۷۱ | تبانی                   | ویو استامپر        |                                            |
| ۱۹۷۳ | A Delicate Balance      | جولیا              |                                            |
| ۱۹۷۴ | به من دست نزن           | الانور             |                                            |
| ۱۹۷۵ | هنسی                    | کیت بروک           |                                            |
| ۱۹۷۶ | طالع نحس                | کاترین تورن        |                                            |
| ۱۹۷۷ | تلفن                    | باربارا            |                                            |
| ۱۹۷۸ | تماس مدوسا              | دکتر زانفولد       |                                            |
| ۱۹۷۹ | اروپایی‌ها               | یوجینا یانگ        |                                            |
| ۱۹۸۰ | مسابقه                  | گرتا وندمن         |                                            |
| ۱۹۸۰ | باج                     | مگی استراتون       |                                            |
| ۱۹۸۶ | جنگ اما                 | آن گرانج           |                                            |

## جوایز
وی در سال ۱۹۵۹ برای فیلم آناتومی یک قتل، نامزد جایزه گلدن گلوب بهترین بازیگر زن فیلم درام و در سال ۱۹۶۲ برای فیلم روزگار شراب و گل‌های سرخ، نامزد جایزه اسکار بهترین بازیگر نقش اول زن و جایزه گلدن گلوب بهترین بازیگر زن فیلم درام را به دست آورد.